# راؤول أمايا
راؤول أمايا (بالإنجليزية: Raul Amaya) هو فنان قتال مختلط أمريكي، ولد في 2 فبراير 1986 في الولايات المتحدة.

## وصلات خارجية
- راؤول أمايا على موقع بيلاتور (الإنجليزية)
- راؤول أمايا على موقع شيردوغ (الإنجليزية)
- راؤول أمايا على موقع IMDb (الإنجليزية)